# Margarita Sambiria
Margarita Sambiria (en danés: Margrethe Sambiria, Sambirsdatter o Margrethe Sprænghest; Alemania, c. 1230-Castillo de Nykøbing, diciembre de 1282) fue reina de Dinamarca por matrimonio con el rey Cristóbal I de Dinamarca, y regente durante la minoría de su hijo, Erico V, desde 1259 hasta 1264. Fue la primera mujer que ha gobernado oficialmente como regente de Dinamarca. También fue condesa de la Estonia danesa desde 1266 hasta 1282.

## Biografía
Margarita nació alrededor del año 1230. Fue hija de Sambor II de Pomerania, y de su esposa, Matilde de Mecklemburgo.
Sus abuelos maternos eran daneses: Enrique Borwin II de Mecklemburgo, y Cristina de Escania, quien según se dice fue hija de un magnate del clan Galen de Dinamarca Oriental, y estaba relacionada con el clan Hvide de Selandia. Margarita recibió su primer nombre, en ese entonces aún relativamente raro en Polonia y Alemania del Norte, en honor a su familia materna eslava, donde el nombre Margarita entró a finales del siglo XI con la familia de Inge I de Suecia, presumiblemente de su tía, la condesa de Schwerin, y su tía-abuela, la princesa de Rügen.

### Reina
En 1248,  Margarita se casó con el príncipe Cristóbal, último hijo de Valdemar II de Dinamarca y su segunda esposa, Berenguela de Portugal. De acuerdo con la sucesión por agnación, su marido ascendió al trono de Dinamarca en 1252.  Margarita fue coronada reina de Dinamarca junto a él.
Ya como reina, estuvo implicada en la política. Durante el reinado de Cristóbal, hubo un conflicto entre el rey y Jakob Erlandsen, arzobispo de la diócesis de Lund, quien reclamaba a la corona la autonomía de la Iglesia, con el derecho a un ejército propio, una demanda que llevó a su arresto. Este fue un conflicto que Margarita heredaría como regente.

### Regente
Su marido, Cristóbal I, murió el 29 de mayo de 1259; se rumoreaba que fue envenenado. Su hijo y heredero, Erico V, era un niño, y Margarita fue nombrada regente hasta la madurez de su hijo en 1264. Esto no tenía precedente en Dinamarca, ya que ninguna reina o reina viuda había obtenido hasta entonces formal y oficialmente el puesto de regente.
Margarita tuvo que enfrentarse al conflicto irresoluto entre la corona y el arzobispo Jakob Erlandsen. Se vio obligada a  liberar al arzobispo para consolidar su posición como regente, pero resolvió el conflicto de poder entre la Iglesia y la Corona al exiliar a Erlandsen del reino; este asunto no fue resuelto hasta algunos años después de la madurez de su hijo, el rey, pero Margarita continuó negociando con el Papa incluso después de que su mandato como regente hubiera acabado.
Tuvo que proteger el derecho de su hijo, Erico V, al trono contra las reclamaciones de los hijos de su cuñado, Abel de Dinamarca, que fueron instigados por la viuda de éste, Matilde de Holstein. También tuvo que hacerse responsable de las cuatro hijas de su otro cuñado, Erico IV de Dinamarca: Sofía, Ingeborg, Jutta e Inés. La sucesión de Erico V anuló los derechos de los descendientes de monarcas más antiguos, de acuerdo con la agnación.
El conflicto con los hijos de Matilde de Holstein desencadenó una guerra contra los condes de Holstein. Después de una pérdida en Lohede en 1261, Margarita, junto con su hijo Erico V, fueron encarcelados por el conde de Holstein. Sin embargo, pronto lograron escapar con ayuda de Alberto de Brunswick.  Margarita fue incapaz de impedir las alianzas de matrimonio entre la viuda de Abel, Matilde, y Birger Jarl; o entre las hijas de Erico IV, Sofía e Ingeborg, con los reyes de Noruega y Suecia, pero logró impedir que las hijas restantes de Erico V, Jutta e Inés, acabaran en alianzas matrimoniales similares llevándolas al priorato de Santa Inés, en Roskilde.
En 1263, Margarita escribió una carta al papa Urbano IV, pidiéndole que permitiera que las mujeres pudieran ser nombradas herederas al trono danés, en un último esfuerzo para impedir que los hijos de Abel pudieran reclamarlo. En esto la regente tuvo éxito; se hizo posible que una de las hermanas de Erico pudiese convertirse en reina de Dinamarca si es que Erico fallecía sin descendencia.
En su época, la reputación de Margarita fue de una regente competente y culta. Sus apodos, "Sprænghest" ('Caballo roto') y "Sorte Grete" ('Greta la Negra') revelan que tenía una voluntad firme y una personalidad enérgica.

### Últimos años
Margarita dejó la regencia en 1264, cuando su hijo Erico V fue declarado mayor de edad. Ella se retiró junto con su propia corte a su residencia personal, el castillo de Nykøbing, en Falster. Igualmente continuó teniendo un papel en la política danesa y mantuvo interés e influencia sobre asuntos estatales daneses.
En 1266, su hijo el rey le concedió el gobierno de la Estonia danesa, y la nombró condesa de la provincia de por vida. Manejó los asuntos de Estonia desde su residencia en Dinamarca hasta su muerte.
En 1270, fundó y donó dinero a la abadía de la Santa Cruz en Rostock.
Margarita murió en diciembre de 1282 y fue enterrada en la abadía cisterciense de Doberan en la costa alemana del Mar Báltico.

## Descendencia
Margarita y Cristóbal tuvieron tres hijos:
- Matilde (murió el 23 de abril de 1299/19 de noviembre de 1300), desposó a Alberto III de Brandeburgo-Salzwedel.
- Margarita (murió en 1306), desposó a Juan II de Holstein-Kiel.
- Erico V de Dinamarca (1249-1286).[7]

## Lectura relacionada
- Anne J. Duggan, ed (2002) Reinas y reinados en la Europa Medieval  (Boydell Prensa)
- John Carmi Parsons, ed (2016) Reinados medievales (Springer Publishing Company)